# 布尔哈尔
布尔哈尔（Burhar），是印度中央邦Shahdol县的一个城镇。总人口17746（2001年）。

## 人口
该地2001年总人口17746人，其中男性9349人，女性8397人；0—6岁人口2449人，其中男1306人，女1143人；识字率68.71%，其中男性为74.87%，女性为61.84%。